# Alberto Lora
Alberto Lora Ramos (Móstoles, 25 marzo 1987) è un calciatore spagnolo, centrocampista del Marino de Luanco.

## Caratteristiche tecniche
Lora può agire da terzino o da esterno destro. Nonostante sia piccolo fisicamente risulta molto abile in questi ruoli grazie a delle discrete doti tecniche e a una grande corsa.

## Carriera
Gioca nell Sporting de Gijón dal 2007. Nella stagione 2007-2008 ha ottenuto una presenza nella sconfitta per 0-1 in casa contro il Celta de Vigo.
Nel 2009-2010, anche a causa della concorrenza con Rafel Sastre,Lora è stato dirottato sulla fascia destra, divenendo titolare. La squadra ottenne il quindicesimo posto.